# Arnaldo Malfatti
 Arnaldo Malfatti ( Buenos Aires, Argentina, 1893 – ídem. 1968 ), cuyo nombre completo era  Arnaldo Mario Germán Malfatti fue un dramaturgo y guionista de cine. 

## Actividad profesional
Escribió numerosas piezas de teatro, las seis primeras con Juan F. Ferlini, después con Federico Mertens, Alberto Ballesteros y Antonio Botta. Hacia la década de 1930 comienza a escribir con Nicolás de las Llanderas y, posteriormente, con Tito Insausti. También escribió guiones de cine y algunas de sus obras fueron llevadas a la pantalla. Desarrolló en la Casa del Teatro y en Argentores una intensa actividad gremial.

## Filmografía
Guionista
- Carmen (1943)
- Así te quiero (1942)
- Ídolos de la radio (1934)
- Los tres berretines (1933)

Autor
- Así es la vida (1977)
- El gran premio (1958) (México)
- La mejor del colegio (1953)
- Azahares para tu boda (1950) sobre la obra Así es la vida (México)
- Esposa último modelo (1950)
- Al marido hay que seguirlo (1948)
- Los hijos de Don Venancio (1944) (México)
- Caminito alegre (1944) (México)
- La gallina clueca (1941) (México)
- Miente y serás feliz (1940) (México)
- Así es la vida (1939)

Diálogos adicionales
- Cinco besos (1945) (Portugal)

## Obras teatrales
De su exclusiva autoría
- El amor no pide permiso

con Alberto Ballestero
- ¡Que dirán mis relaciones!

con Federico Mertens
- ¡Tripoli Nostra!

con Tito Insausti
- El peor de la escuela
- Vidas porteñas
- Ah...si yo fuera rica"
- Crispín
- Una viudita caprichosa

con Marcos Bronenberg
- Valentía de pecar
- ¡Mi mujer, la nena... y pobre de mí!

con Juan F. Ferlini y Nicolás de las Llanderas
- ¿Trabajar?... Nunca!
- La empresaria del Colón

con Nicolás de las Llanderas
- El almacén de la alegria
- ¡¡Qué fenómeno!!
- ¡Que parientes, Mama Mía!
- No hay que hacerse mala sangre
- Los reyes de la milanesa
- Martorell, Magariños y Co
- ¡Por que si!
- Al buen lechón. Fábrica de embutidos
- Villa chimento
- Pic-Nic
- La casa de los escándalos
- La paja en el ojo ajeno
- Los tres berretines
- Derecho a Vieytes
- En la Rioja, Filemón armó una revolución
- La camisa encantada
- Astillas del mismo palo
- Caminito alegre
- Lujan
- Miente y serás feliz
- Así es la vida
- Dos patos en la vía
- Mis cinco papás

con Nicolás de las Llanderas y Tito Insausti
- ¡Esposa último modelo!
- ¡Tiburón!
- Al marido hay que seguirlo

con Tito Insausti y Torcuato Insausti
- Una cándida paloma

## Versión musical
En 1976 fue puesta en la Sala Martín Coronado del Teatro General San Martín una versión musical de la obra Así es la vida titulada Dulce...dulce via cuyos intérpretes principales fueron Eduardo Rudy y Aída Luz.